# Ferhat Kiraz
Ferhat Kiraz (Konya, 2 gennaio 1989) è un ex calciatore turco, di ruolo centrocampista.